# فريدريك إدوارد شولتس
فريدريك إدوارد شولتس (بالألمانية: Friedrich Eduard Schulz)‏ هو أستاذ جامعي وعالم إنسان ألماني، ولد في 12 يوليو 1799 في دارمشتات في ألمانيا، وتوفي في 1829 في باش قلعة في تركيا.